# Alsamixer

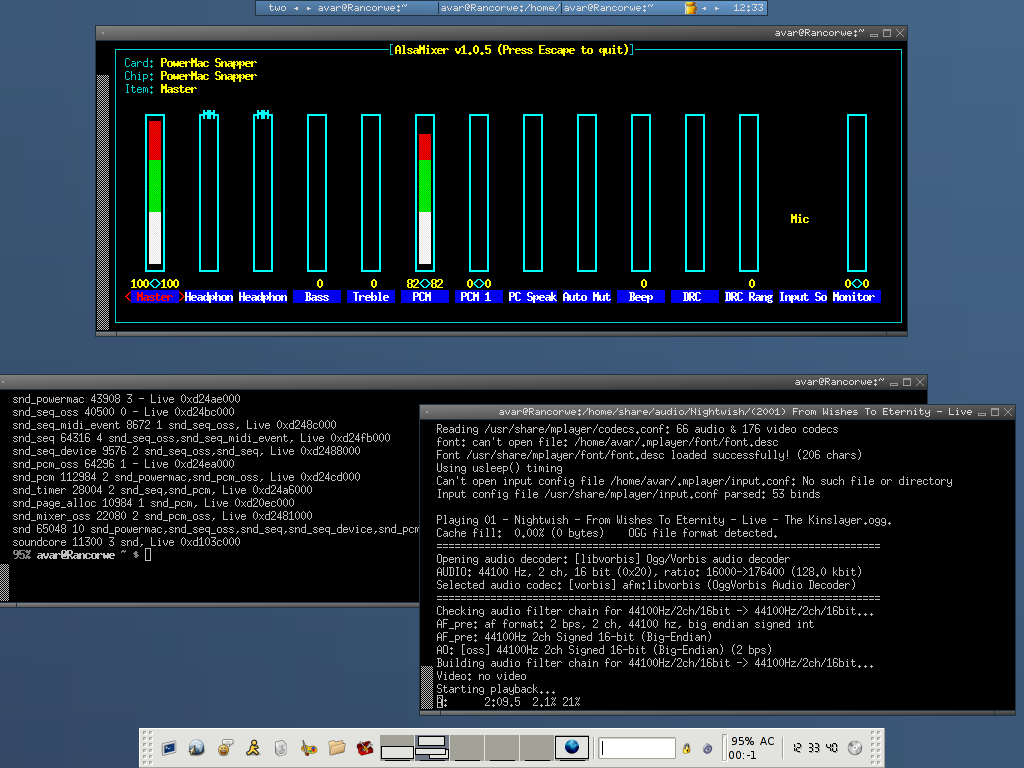
Snímek obrazovky s alsamixer

alsamixer je mixovací program pro Advanced Linux Sound Architecture (ALSA). Bývá používán k nastavení zvuku a k změně hlasitosti. Má uživatelské rozhraní pomocí ncurses a nevyžaduje X Window System. Podporuje vícero zvukových karet s několika zařízeními.